# Joseph Franz Karl von Lobkowicz
Joseph Franz Karl von Lobkowicz (Vienna, 17 febbraio 1803 – Praga, 18 marzo 1875) è stato un nobile, generale e politico austriaco.

## Biografia
Joseph Franz Karl von Lobkowicz era figlio del principe Joseph Franz Maximilian von Lobkowicz (1772–1816, patrono tra gli altri di Ludwig van Beethoven), e di sua moglie Maria Carolina von Schwarzenberg (1775–1816).
In quanto non primogenito, decise di intraprendere la carriera militare e sin dalla giovane età entrò al servizio dell'esercito austro-ungarico. In considerazione della sua origine, raggiunse il grado di maggiore generale nel 1844 e fu poi promosso al grado di vice feldmaresciallo negli anni della rivoluzione del 1848-1849. Si ritirò dal servizio attivo nel 1860 con il grado onorario di generale di cavalleria. Fu proprietario del 4º reggimento di corazzieri e commendatore dell'Ordine imperiale di Leopoldo. Nel 1854 fu per alcuni mesi Hofmeister dell'imperatrice Elisabetta di Baviera, per poi divenire ciambellano imperiale ed entrare nel consiglio privato dell'imperatore.
Alla morte di suo padre nel 1830, ricevette la tenuta di Dolní Beřkovice in Boemia, impegnandosi dal 1853 a modificare in stile neogotico il castello locale. Nel 1868 acquistò le tenute Poláky e Vintířov nella Boemia settentrionale dalla tenuta di suo zio Veriand von Windischgrätz. Restaurò anche il castello di Vintířov in stile neogotico.

## Matrimoni e figli

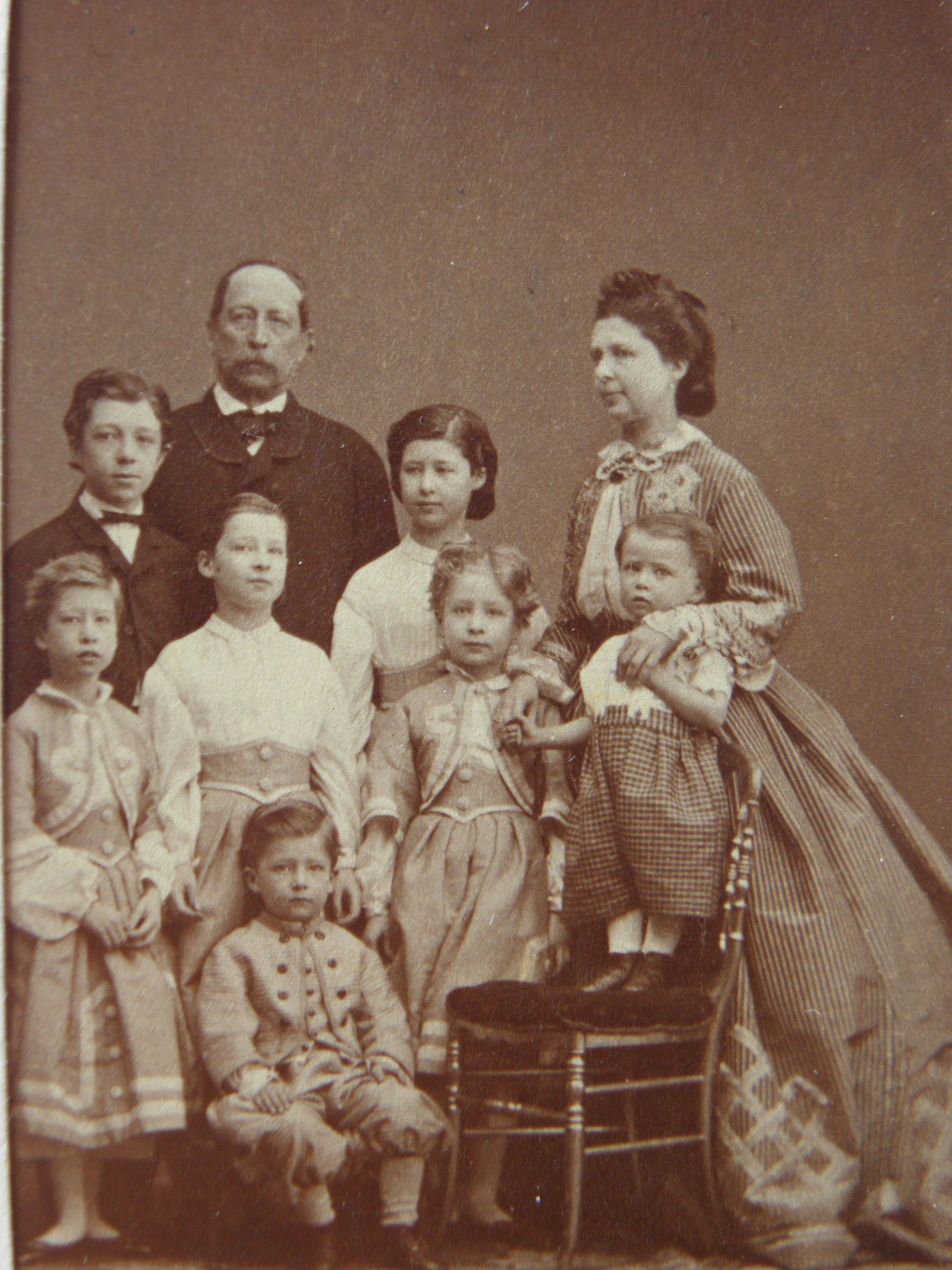
Joseph Franz Karl von Lobkowicz e la sua famiglia

Joseph Franz Karl von Lobkowicz si sposò due volte. Il primo matrimonio lo contrasse a Praga il 20 agosto 1835 con la contessa Antonie Kinsky von Wchinitz und Tettau (15 luglio 1815-31 dicembre 1835), figlia del generale Karl Kinsky von Wchinitz und Tettau (1766–1831) e di sua moglie Elizabeth von Thun und Hohenstein. Questa morì appena quattro mesi dopo le nozze e pertanto egli si risposò una seconda volta a Vienna nel maggio del 1848 con una sua lontana parente, la principessa Maria Sidonia von Lobkowicz (4 ottobre 1828, Leopoli - 25 febbraio 1917, Dolní Beřkovice), figlia del principe August Longin von Lobkowicz (1797–1848) e di sua moglie Berta von Schwarzenberg (1807–1883). Da questo matrimonio nacquero nove figli:
- Ferdinand Georg August (1850–1926), Hofmarschall di Boemia, membro dell'assemblea boema e della Camera dei Signori austriaca, del consiglio privato, sposò nel 1883 la contessa Ida Podstatska del Liechtenstein (1865-1919)
- Anna Berta (1851–1887), sposò nel 1874 il conte Friedrich Franz von Brühl (1848–1911), membro della Camera dei Signori di Prussia
- Josephina Marie Polyxena (1853–1898), sposò nel 1879 il conte Ludwig von Arco (1840–1882), ciambellano reale di Baviera
- Gabriela Marie (1855–1936), dama dell'Ordine della Croce Stellata, sposò nel 1886 il conte Klement August von Korff-Schmising-Kerssenbrock (1839–1913), ciambellano imperiale
- Elizabeth Marie Theresia (1856–1936), dama di palazzo, dama dell'Ordine della Croce Stellata, sposò nel 1886 Franz Adolf Maria von Morsey-Picard (1854–1926), membro del Consiglio Imperiale
- Zdenko Vincenc Maria Kašpar (1858–1938), feldmaresciallo, aiutante di campo dell'imperatore Carlo I, consigliere privato, ciambellano, cavaliere dell'Ordine del Toson d'Oro, sposò nel 1883 la contessa Paula Maria von Schönborn (1861-1922)
- August Georg Ferdinand Maria (1862–1921), colonnello, Hofmeister dell'arciduca Leopoldo Salvatore, consigliere privato
- Anna Marie (1867–1957), dama dell'Ordine della Croce Stellata, dama di gran croce dell'Ordine di Elisabetta, sposò nel 1889 il principe Karl Philipp von Wrede (1862-1928), ciambellano reale bavarese, membro della Camera dei Signori di Baviera
- Rosa Marie (1867–1951), dama dell'Ordine della Croce Stellata, sposò nel 1900 Gordian Maria Ernst von Gudenus (1866–1957), ciambellano

## Albero genealogico
|                                                                  |                             |                                                                             | Genitori                                                                 |  |  | Nonni |  |  | Bisnonni                                                |  |  | Trisnonni                                                 |  |
|                                                                  |                             |                                                                             |                                                                          |  |  |       |  |  | Philipp Hyazint von Lobkowicz, IV principe di Lobkowicz |  |  | Ferdinand August von Lobkowicz, III principe di Lobkowicz |  |
|                                                                  |                             |                                                                             |                                                                          |  |  |       |  |  | Philipp Hyazint von Lobkowicz, IV principe di Lobkowicz |  |  | Ferdinand August von Lobkowicz, III principe di Lobkowicz |  |
|                                                                  |                             | Claudia Francesca di Nassau-Hadamar                                         |                                                                          |  |  |       |  |  | Philipp Hyazint von Lobkowicz, IV principe di Lobkowicz |  |  |                                                           |  |
| Ferdinand Philipp von Lobkowicz, VI principe di Lobkowicz        |                             |                                                                             |                                                                          |  |  |       |  |  | Philipp Hyazint von Lobkowicz, IV principe di Lobkowicz |  |  |                                                           |  |
|                                                                  |                             | Anna Maria Wilhelmina von Althann                                           | Michael Ferdinand von Althann, conte di Althann                          |  |  |       |  |  |                                                         |  |  |                                                           |  |
|                                                                  |                             | Anna Maria Wilhelmina von Althann                                           | Michael Ferdinand von Althann, conte di Althann                          |  |  |       |  |  |                                                         |  |  |                                                           |  |
|                                                                  |                             | Anna Maria Wilhelmina von Althann                                           | Maria Eleonore Lazansky, contessa Lazansky von Bukowa                    |  |  |       |  |  |                                                         |  |  |                                                           |  |
| Joseph Franz Maximilian von Lobkowicz, VII principe di Lobkowicz |                             | Anna Maria Wilhelmina von Althann                                           |                                                                          |  |  |       |  |  |                                                         |  |  |                                                           |  |
|                                                                  |                             | Luigi Vittorio di Savoia-Carignano                                          | Vittorio Amedeo I di Savoia-Carignano                                    |  |  |       |  |  |                                                         |  |  |                                                           |  |
|                                                                  |                             | Luigi Vittorio di Savoia-Carignano                                          | Vittorio Amedeo I di Savoia-Carignano                                    |  |  |       |  |  |                                                         |  |  |                                                           |  |
|                                                                  |                             | Luigi Vittorio di Savoia-Carignano                                          | Maria Vittoria Francesca di Savoia                                       |  |  |       |  |  |                                                         |  |  |                                                           |  |
| Gabriella di Savoia-Carignano                                    |                             | Luigi Vittorio di Savoia-Carignano                                          |                                                                          |  |  |       |  |  |                                                         |  |  |                                                           |  |
|                                                                  |                             | Cristina Enrichetta d'Assia-Rheinfels-Rotenburg                             | Ernesto Leopoldo d'Assia-Rheinfels-Rotenburg                             |  |  |       |  |  |                                                         |  |  |                                                           |  |
|                                                                  |                             | Cristina Enrichetta d'Assia-Rheinfels-Rotenburg                             | Ernesto Leopoldo d'Assia-Rheinfels-Rotenburg                             |  |  |       |  |  |                                                         |  |  |                                                           |  |
|                                                                  |                             | Cristina Enrichetta d'Assia-Rheinfels-Rotenburg                             | Eleonora Maria Anna di Löwenstein-Wertheim-Rochefort                     |  |  |       |  |  |                                                         |  |  |                                                           |  |
| Joseph Franz Karl von Lobkowicz                                  |                             | Cristina Enrichetta d'Assia-Rheinfels-Rotenburg                             |                                                                          |  |  |       |  |  |                                                         |  |  |                                                           |  |
|                                                                  | Giuseppe I di Schwarzenberg | Adamo Francesco Carlo di Schwarzenberg                                      |                                                                          |  |  |       |  |  |                                                         |  |  |                                                           |  |
|                                                                  | Giuseppe I di Schwarzenberg | Adamo Francesco Carlo di Schwarzenberg                                      |                                                                          |  |  |       |  |  |                                                         |  |  |                                                           |  |
|                                                                  | Giuseppe I di Schwarzenberg | Eleonore von Lobkowicz                                                      |                                                                          |  |  |       |  |  |                                                         |  |  |                                                           |  |
| Giovanni I Nepomuceno di Schwarzenberg                           | Giuseppe I di Schwarzenberg |                                                                             |                                                                          |  |  |       |  |  |                                                         |  |  |                                                           |  |
|                                                                  |                             | Maria Teresa del Liechtenstein                                              | Giovanni Nepomuceno Carlo del Liechtenstein                              |  |  |       |  |  |                                                         |  |  |                                                           |  |
|                                                                  |                             | Maria Teresa del Liechtenstein                                              | Giovanni Nepomuceno Carlo del Liechtenstein                              |  |  |       |  |  |                                                         |  |  |                                                           |  |
|                                                                  |                             | Maria Teresa del Liechtenstein                                              | Maria Giuseppina di Harrach-Rohrau                                       |  |  |       |  |  |                                                         |  |  |                                                           |  |
| Maria Karolina von Schwarzenberg                                 |                             | Maria Teresa del Liechtenstein                                              |                                                                          |  |  |       |  |  |                                                         |  |  |                                                           |  |
|                                                                  |                             | Filippo Carlo di Oettingen-Wallerstein, XIII conte di Oettingen-Wallerstein | Antonio Carlo di Oettingen-Wallerstein, X conte di Oettingen-Wallerstein |  |  |       |  |  |                                                         |  |  |                                                           |  |
|                                                                  |                             | Filippo Carlo di Oettingen-Wallerstein, XIII conte di Oettingen-Wallerstein | Antonio Carlo di Oettingen-Wallerstein, X conte di Oettingen-Wallerstein |  |  |       |  |  |                                                         |  |  |                                                           |  |
|                                                                  |                             | Filippo Carlo di Oettingen-Wallerstein, XIII conte di Oettingen-Wallerstein | Maria Agnes Magdalena Fugger von Glott                                   |  |  |       |  |  |                                                         |  |  |                                                           |  |
| Maria Eleonora di Oettingen-Wallerstein                          |                             | Filippo Carlo di Oettingen-Wallerstein, XIII conte di Oettingen-Wallerstein |                                                                          |  |  |       |  |  |                                                         |  |  |                                                           |  |
|                                                                  |                             | Charlotte Juliana von Oettingen-Baldern                                     | Kraft Anton Wilhelm von Oettingen-Baldern, conte di Oettingen-Baldern    |  |  |       |  |  |                                                         |  |  |                                                           |  |
|                                                                  |                             | Charlotte Juliana von Oettingen-Baldern                                     | Kraft Anton Wilhelm von Oettingen-Baldern, conte di Oettingen-Baldern    |  |  |       |  |  |                                                         |  |  |                                                           |  |
|                                                                  |                             | Charlotte Juliana von Oettingen-Baldern                                     | Maria Eleonora von Schönborn-Buchheim                                    |  |  |       |  |  |                                                         |  |  |                                                           |  |
|                                                                  |                             | Charlotte Juliana von Oettingen-Baldern                                     |                                                                          |  |  |       |  |  |                                                         |  |  |                                                           |  |